# Ludomir Różycki

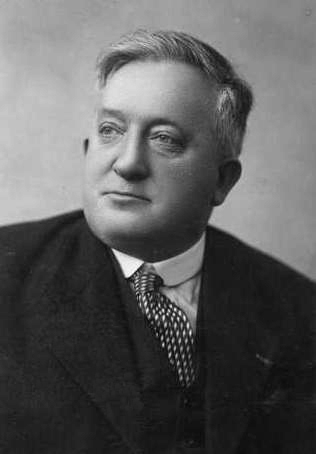
Ludomir Różycki.

Ludomir Różycki, född 18 september 1883 i Warszawa, död 1 januari 1953 i Katowice, var en polsk tonsättare. 
Różycki var lärjunge till Zygmunt Noskowski vid musikkonservatoriet i Warszawa och till Engelbert Humperdinck i Berlin. Han var från 1908 operakapellmästare och tidvis konservatorielärare i Lwów och i Warszawa, där han från 1919 var bosatt. Han komponerade operorna Boleslav den djärve (1909), Medusa (1913), Eros i Psyche (1917) och Beatrice Cenci (1922), baletten Pan Twardowski, flera symfoniska dikter, pianokonsert, pianotrio, pianokvintett, sonater och en mängd smärre pianostycken.